# 低音一家
低音一家（ていおんいっか）は、ORANGE RANGEのメンバーRYOとYOHで構成されている名称。

## 概要
- YOHとRYOは兄弟であり、YOH（兄）がベースをしていてRYO（弟）が低音ボーカルである。そのために、低音同士で家族なので低音一家という名がついている。メンバー内では、フルスロットル（FULLTHROTTLE）や、極悪兄弟という風にも呼ばれている。
- YOHがベースを始めたきっかけは、最初はX JAPANのhideに憧れてギターを始めようとしたが、親から｢アコギからやってみたら?｣と言われるも、弦が押さえきれず挫折。バンドに入る際、たまたまベースが空いていたからと理由で入り、ベースを始めた。ボーカルも空いていたが、やりたくなかったらしい。
- RYOは、現バンドに入る前、｢琉星｣というバンドをやっていた。その中に伊禮麻乃がいた。現バンドに入った理由は、YOHの弟がラップが好きだからということで、加入。ドラムも出来るらしいが、KATCHANのあまりの上手さに驚いたとのこと。KATCHANとも仲が良かった。
- プロフィールとしては、兄YOHが1983年12月11日（41歳）、弟RYOが1985年10月1日（39歳）である。また血液型は、2人ともO型である。ちなみに、他のメンバーは全員A型である。
- RYOは高校時代、他校からも人気があったとのこと。YOHは小学校時代、中音ボーカルHIROKIがよく女子のスカートめくりをしていたことで、｢絶対にこいつとは友達になりたくない｣と思ったらしい。また、ギターのNAOTOと大げんかしたこともあった。
- 2007年にはYOHが、翌年2008年にRYOがそれぞれ一般女性と入籍したことを発表。

## 作曲 (極悪兄弟名義を含む)
いずれも、ORANGE RANGEのシングル、及びアルバムの中での名義である。
- FULLTHROTTLE
- GOD69
- 盃 Jammer
- 風林火山
- FAT
- FIRE BUN
- Sunny Stripe
- ドレミファShip
- crystal
- 鬼ゴロシ
- IKAROS

| スタブアイコン | サブスタブ | この項目は、まだ閲覧者の調べものの参照としては役立たない、歌手に関連した書きかけの項目です。この項目を加筆・訂正などしてくださる協力者を求めています（P:音楽/PJ:芸能人）。 |